# Het bombardement
Het bombardement is een Nederlandse film uit 2012 van Ate de Jong, met in de hoofdrol Jan Smit, die zijn filmdebuut maakt. Het verhaal speelt in de Tweede Wereldoorlog en gaat over de bokser Vincent die rond het bombardement op Rotterdam op 14 mei 1940 de liefde van zijn leven vindt in Eva, gespeeld door Roos van Erkel. De première was op 20 december 2012.
Speciaal voor de film bewerkte Jan Smit zijn nummer Sla je armen om me heen tot een duet, dat hij samen met Van Erkel zong. Het behaalde de eerste plaats in de Single Top 100.

## Synopsis
De film begint in mei 1940 in en rond de stad Rotterdam, waar de jonge bakkersassistent en veelbelovend bokstalent Vincent de Graaf de mooie vermogende Eva von Heerle ontmoet. Ze is de dochter van een gevluchte Duitser afkomstig uit nazi-Duitsland. Eva is verloofd met de rijke industrieel Dirk Lagewaard van wie ze eigenlijk niet houdt. Vincent heeft zijn eigen problemen en maakt de overweging om naar de Verenigde Staten te emigreren om een geneesmiddel te vinden voor de longziekte van zijn broer. De twee worden echter verliefd, terwijl de Duitse troepen Nederland binnenvallen. Vincent biedt aan Dirk aan om Eva en haar ouders naar Rotterdam te brengen, wat resulteert in een gevaarlijke reis tussen de frontlinies, waar de Nederlandse en Duitse troepen in bittere strijd verkeren. Op het moment dat de twee Rotterdam bereiken, wordt er een ultimatum gesteld aan de Nederlandse troepen die Rotterdam nog verdedigen, om zich over te geven of om omgebracht te worden. De Nederlandse soldaten weigeren en Rotterdam wordt gebombardeerd, wat de toekomst drastisch verandert voor elke betrokkene.

## Rolverdeling

### Hoofdrollen
- Jan Smit - Vincent de Graaf
- Roos van Erkel - Eva von Heerle
- Monic Hendrickx - moeder Eva
- Mike Weerts - Chris
- Pieter van der Sman - Dirk Lagewaard
- Teri Tordai - tante Anke

### Bijrollen
- Gerard Cox - hotelmanager
- Koos Postema - dominee
- Paul van Soest - Willem
- Jobst Schnibbe - vader Eva
- Michel Sluysmans - wachtmeester
- Steven Stavast - Usher
- Thomas van Montfort - Duitse officier
- Jelle Palmaerts - Herman
- Joost Prinsen - grootvader
- Olga Zuiderhoek - grootmoeder
- Ruben Lürsen - politieagent
- Ad Knippels - hoofdcontroleur
- Joop Kasteel - Schmidt
- Pieter Jan Hagens - nieuwslezer
- Aart Staartjes - stem oude Vincent de Graaf

## Productie
Op 10 augustus 2011 begon de preproductie van de film, de regisseurs Ate de Jong en Paul Ruven sloegen de handen ineen, om onderzoek te verrichten naar een passend verhaal dat zich afspeelde tijdens het Rotterdamse bombardement van 14 mei 1940. Op 5 april 2012 besloot actrice Noortje Herlaar van haar rol in de film af te zien, vanwege de tegelijk lopende opnames van de tv-serie Moeder, ik wil bij de Revue.
Op 1 mei 2012 werd bevestigd dat Gerard Cox, Monic Hendrickx en Mike Weerts zich aan de film hadden verbonden. Ate de Jong besloot drie verhalen van verschillende mensen te verwerken in de film, hij maakte dit op 6 juni 2012 bekend in de programma's RTL Boulevard en SBS Shownieuws. Delen van opnamen werden gemaakt tussen 12 juni en 19 juli 2012 in Boedapest, Hongarije. Andere opnameplaatsen waren in Zeeuws-Vlaanderen, België, Rotterdam, Dordrecht en Utrecht.

## Ontvangst
De film werd weinig positief ontvangen. Verscheidene critici vielen over het plot van de film, waarvan gezegd werd dat het een slechte imitatie was van Titanic. Beide films gaan over een onmogelijke liefde tussen een jongen uit de lagere klasse en een vermogende dame die al verloofd is met een oudere man waar ze niet van houdt, en met een dramatische ramp in de achtergrond. Andere kritiekpunten waren stereotypische karakters, matige dialogen, slecht acteerwerk en voorspelbaarheid. Desondanks bereikte de film eind december 2012 de status van Gouden Film.